# Drusus muchei
Drusus muchei là một loài Trichoptera trong họ Limnephilidae. Chúng phân bố ở miền Cổ bắc.